# 乳酸カルシウム
乳酸カルシウム（にゅうさんカルシウム、英: calcium lactate）はカルシウムの乳酸塩で、化学式C6H10CaO6で表される化合物。チーズ熟成中の細菌活動により結晶化するが、工業的には乳酸と炭酸カルシウムから作られ、食品添加物や医薬品に用いられる。

## 用途
医療用では制酸薬やカルシウム剤として、低カルシウム血症や骨粗鬆症の治療、妊婦や発育期の児童のカルシウム補給に用いられる。様々なpHで吸収されるため、食後でなくても服用可能だが、高カルシウム血症や腎結石の患者は禁忌である。虫歯予防のため、洗口液にも添加される。
食品用では、ベーキングパウダーの原料となる他、虫歯予防のためシュガーレス食品などに添加される。キシリトールガムに添加された乳酸カルシウムはエナメル質の再石灰化を促す。
メロンなどのカットフルーツの食感維持のために添加される。塩化ナトリウムも同様の効果を持つが、乳酸カルシウムでは味の変化を抑えることができる。E番号はE327。